# 8848钛金手机
8848钛金手机是中国北京壹人壹本信息科技有限公司（E人E本）推出的一款面向高端市场的智能手机，2015年上市，被称为“中国版Vertu”。该品牌创始人为杜国楹。

## 名称来源
名称中的“8848”源自世界第一高峰珠穆朗玛峰的高度（海拔8848米）。

## 配置
据官方宣称，8848钛金手机机身为纯手工打造，采用了“瑞士高级腕表”所使用的钛金作为边框材质，同时选用了荷兰牧场半岁小牛头层皮作为机身材质，屏幕则采用了康宁大猩猩玻璃。
硬件方面，8848钛金手机采用了高通骁龙801四核处理器，主频为2.3GHz（后续M3版本为八核处理器），内存为3GB（后续M3版本为4GB），闪存为128GB，不支持microSD卡扩展，支持中国移动、中国联通以及中国电信三网4G。
软件方面，8848钛金手机采用了基于Android 4.4.4修改的UI，基本操作逻辑几乎没有改动，主要是对图标进行了一定的改动，并且添加了安全保障软件，可实现加密通话、私密存储等功能。

## 争议
2016年12月22日，中国消费者协会在其官网发布了一篇题为《8848钛金手机遇到“钛”大问题　中消协提请检测质疑8848钛金手机宣传》的文章，质疑8848钛金手机涉嫌虚假宣传。中消协称，8848钛金手机宣称的“瑞士名贵腕表所用5系钛合金”，经中消协委托其他机构检测，实为工业纯钛及中国国产TC4钛合金，不仅“5系钛合金”的概念为子虚乌有，钛金属也并非稀有贵金属；另外官网与线下实体店宣传资料也被指有不一致的情况，如官方网站宣称“蓝宝石玻璃”、“蓝宝石水晶玻璃”，而线下实体店宣传材料宣传则是“蓝宝石”，涉嫌违反《中华人民共和国消费者权益保护法》。而为该手机代言的万科集团董事会主席王石一时间也被推上了舆论的风口。另据媒体报道，在涉嫌虚假宣传风波发生之后，8848的线下销售点原有宣传当中的“钛金”、“蓝宝石”字样已经被遮蔽。